# دنيس إم. كافاناف
دنيس إم. كافاناف (بالإنجليزية: Dennis M. Cavanaugh)‏ هو قاضي ومحامي أمريكي، ولد في 28 يناير 1947 في أورانج ‏ في الولايات المتحدة.